# Кресс фон Крессенштейн, Фридрих
Фридрих Кресс фон Крессенштейн (нем. Friedrich Siegmund Georg Freiherr Kreß von Kressenstein; 24 апреля 1870, Нюрнберг — 16 октября 1948, Мюнхен) — германский военный деятель, генерал. Во время Первой мировой войны входил в группу немецких генералов и офицеров, которые командовали в армии Османской империи.

## Биография
С началом Первой мировой войны в Турцию была направлена группа немецких офицеров и генералов во главе с Лиман фон Сандерсом для помощи союзной турецкой армии. Кресс фон Крессенштейн был направлен в армию Джемаля-паши, которая находилась в Палестине. Первоначально Кресс занял должность военного инженера и начальника штаба армии Джемаля-паши. В начале 1915 года Крессенштейну было приказано наступать в Египет и захватить Суэцкий канал. Пересечь Синайскую пустыню Крессенштейну удалось, однако захватить Суэцкий канал турецкие войска под его командованием не смогли.
Однако турецкое командование не оставляло надежд о захвате канала. В 1916 году турецкие войска под командованием Крессенштейна вновь попытались захватить Суэц. В этот раз британские войска сумели возвести оборонительные позиции у канала и вновь не допустили турок к каналу. После этого британское командование приступило к решительным действиям. Британские войска начали наступление в Палестину. Крессенштейн возглавил оборону Газы (совместно с турецкими генералом Тала Беем). В первые две битвы за Газу турецким войскам сопутствовал успех, в чём была немалая заслуга Крессенштейна. После этих успехов в Палестине Крессенштейн был назначен командующим 8-й османской армией и награждён высшим военным орденом Пруссии Pour le Mérite.
В ноябре 1917 года британским войскам все же удалось прорвать турецкие позиции у Беэр-Шевы и взять Газу. Однако умелое руководство Крессенштейна позволило отвести турецкие войска на новые оборонительные позиции на севере. В 1918 году, после того как германо-турецкий союз развалился, Крессенштейн был командирован в Грузию. Крессенштейн сорвал вторжение Красной Армии в Грузию через Абхазию.
После окончания Первой мировой войны Крессенштейн остался в немецкой армии и уволился только в 1929 году. Умер в 1948 году.